# 新潟市立横越中学校
新潟市⽴横越中学校（にいがたしりつよこごしちゅうがっこう）は、新潟県新潟市江南区の中蒲原郡横越町域にある公⽴中学校。

## 概要
本校は、新潟市江南区の旧横越町域を学区とするが、新潟市北区の⼀部も学区に含まれている。

## 教育⽬標
「進んで学び　協力し合い　たくましく生きる生徒」

## 沿革
- 1947年（昭和22年）5月20日 - 横越村立横越中学校　開校横越村立横越小学校内に併設（9学級）

- 1947年（昭和22年）10月1日 - 独立した中学校新校舎の敷地が村営グランド付近(5,469坪）に決定

- 1949年（昭和24年）5月3日 - 北校舎が竣工（7学級を収容）

- 1949年（昭和24年）5月10日 - GHQ民間情報教育局　新築北校舎を撮影[3]
- 1951年（昭和26年）8月13日 - 南校舎が竣工（普通6学級、特別教室4学級）

- 1952年（昭和27年）
  - 1月1日 - 校章を制定（創立5周年事業）「六角の雪の結晶」の中央に「中」の文字[4]
  - 3月20日 - 校旗樹立式を挙行（卒業生の寄贈）[5]

- 1954年（昭和29年）
  - 3月2日 - 校歌制定（堀内敬三　作詞作曲）、記念式典を挙行[5]
  - 3月17日 - 体育館の竣工式を行う。[5]
  - 3月30日 - グランド整備工事が竣工（ 陸上トラック、野球場、バレーボールコート ）[5]
  - 5月21日 - 北側自転車小屋設置

- 1955年（昭和30年）1月21日 - 南側自転車小屋設置

- 1957年（昭和32年）
  - 5月8日 - 国旗掲揚塔樹立（31年度卒業生寄贈）
  - 11月3日 - 創立10周年記念式典を挙行

- 1958年（昭和33年）6月5日 - 家庭科調理室及び付属工事完成

- 1959年（昭和34年）9月14日 - ステージ竣工式を挙行

- 1961年（昭和36年）
  - 9月8日 - 東校舎が竣工（17学級）
  - 9月16日 - 第二室戸台風により北・南校舎被災

- 1962年（昭和37年）10月2日 - 北校舎改良復旧工事竣工を挙行（18学級）

- 1963年（昭和38年）11月1日 - 「希望と感謝の像」除幕式（17学級）

- 1964年（昭和39年）9月4日 - 蛍光の松 (同窓会寄贈)

- 1965年（昭和40年）9月13日 - 学校給食を実施

- 1966年（昭和41年）3月14日 - 卒業記念像「真」除幕式

- 1967年（昭和42年）
  - 9月19日 - 技術室、グランド・バックネット　竣工
  - 10月13日 - 掲揚塔債権（同窓会寄贈）
  - 10月29日 - 創立20周年記念式典を挙行

- 1970年（昭和45年）9月5日 - 特殊学級を新設
- 1973年（昭和48年）8月10日 - 新潟県総合体育大会にてバスケットボール女子優勝　男子3位

- 1976年（昭和51年）
  - 4月1日 - 教育目標改定「知性を磨き、気力を練り、豊かな心を求める生徒」
  - 8月7日 - 新潟県中学校総合体育大会にてバスケットボール男女とも優勝

- 1977年（昭和52年）
  - 8月6日 - 北信越中学校総合総合競技大会にてバスケットボール女子優勝（新潟県中学校総合体育大会　優勝）
  - 8月17日 - 全国中学校総合総合体育大会にバスケットボール女子出場
  - 11月13日 - 創立30周年記念式典を挙行、創立30周年記念誌　『横雲』/　横越村立横越中学校創立30周年記念実行委員会 制作

- 1978年（昭和53年）4月1日 - 新潟県中学校総合体育大会にてバスケットボール男子優勝

- 1981年（昭和56年）
  - 3月31日 - 教育目標改定「進んで学び　協力し合い　たくましく生きる生徒」
  - 7月29日 - 新潟県中学校総合体育大会にてバスケットボール女子優勝

- 1988年（昭和63年）12月25日　創立40周年式典を挙行、南校舎増築工事完成・竣工(3教室 平成元年 3月3日）

- 1990年（平成2年）10月20日 - 新グラウンド工事完成

- 1996年（平成8年）
  - 7月25日 - 町制施行により「横越町立横越中学校」に名称変更
  - 8月3日　 創立50周年式典を挙行

- 2005年（平成17年） 3月21日　新潟市と合併し「新潟市立横越中学校」に名称変更

- 2006年（平成18年）
  - 9月12日 - 創立60周年式典を挙行
  - 12月11日 - 2学期制を開始

- 2007年（平成19年）11月15日 - 冬季スクールバスを開始

- 2016年（平成28年）11月26日 - 創立70周年式典を挙行、記念空撮動画作成[6]

- 2019年（令和1年）8月8日 - 北信越中学校総合競技大会にてバスケットボール男子3位

## 校舎
- 終戦後の物資不足および、建築計画にあたっての資金の確保が最重要であったため、自治体関係者は中央官庁への陳情行脚となった。

当時、建設省営繕課に奉職中の建部仁彦を介して、彼の案内で文部省に赴き、一部補助金の増額の容認を得たとされる。

## 校歌
- 当時、音楽之友社の社長の目黒三策 を介して会長である堀内敬三 に、校歌制作を依頼し、『横越中学校校歌』（作詞作曲：堀内敬三）の制作誕生の運びとなった。

昭和29年3月2日に校歌制定記念式典が挙行された。堀内敬三、目黒三策が来賓として招待され、小船江八千代 の歌唱のもと校歌が披露された。

また堀内は自治体内の教育関係者に詩を提供している。
　　
『桜よ咲け　新校舎今成らんとす』堀内敬三 

## 参考⽂献
- 横越村立横越中学校創立三十周年記念事業実行委員会『横　雲 - 創立三十周年記念誌 ”過ぎ去った月日”　年譜』(有)小出印刷所、1977年11月13日。
- 横越町史編さん委員会『横越町史- 通史編』横越町、2000年 - 2003年。
- 横越村立横越中学校創立三十周年記念事業実行委員会『横　雲 - 創立三十周年記念誌 ”独立校舎を”　藤田健太（初代PTA会長）』(有)小出印刷所、1977年11月13日。
- 横越村立横越中学校創立三十周年記念事業実行委員会『横　雲 - 創立三十周年記念誌 ”三代高橋校長とその頃”　板垣義雄』(有)小出印刷所、1977年11月13日。
- 横越村立横越中学校創立三十周年記念事業実行委員会『横　雲 - 創立三十周年記念誌 ”堀内敬三先生”　大町繁太郎（三代PTA会長）』(有)小出印刷所、1977年11月13日。
- 横越村立横越中学校創立三十周年記念事業実行委員会『横　雲 - 創立三十周年記念誌 ”校舎建築のこと”　小林芳保（十代PTA会長）』(有)小出印刷所、1977年11月13日。